# Blaise Sonnery
Blaise Sonnery (født 21. marts 1985) er en fransk tidligere professionel cykelrytter.